# تپه‌های سازمان حیدری
تپه‌های سازمان حیدری مربوط به عصر آهن است و در شهرستان علی‌آباد کتول، سه‌راهی جاده علی‌آباد، گنبد کاووس واقع شده و این اثر در تاریخ ۱۰ خرداد ۱۳۸۲ با شمارهٔ ثبت ۸۸۲۳ به‌عنوان یکی از آثار ملی ایران به ثبت رسیده است.